# Pierre Bonnassie
Pierre Bonnassie (24 de noviembre de 1932-14 de marzo de 2005) fue un historiador medievalista e hispanista francés.
Desarrolló un concepto innovador de interpretación del feudalismo: la revolución feudal del siglo XI. También investigó la persistencia y extinción del esclavismo en la Edad Media. Fue profesor de la Universidad de Toulouse-Le Mirail.

## Obras
- Repertorio de las fuentes hagiográficas del Mediodía de Francia anteriores al 1200
- Cataluña mil años atrás, 1975-1976
- Vocabulario básico de la historia medieval

“Sin exagerar podemos decir que la difusión del arado de vertedera permitió poner en cultivo las grandes llanuras de Europa septentrional, hasta aquel momento abandonadas en su mayor parte al bosque y al pantano. Las rozas pudieron, al fin multiplicarse en las duras tierras arcillosas que habían permanecido rebeldes al arado romano: frente a este el arado de vertedera poseía (…) la ventaja de abrir surcos anchos y profundos (…) así, pues el despegue de la economía agraria en Europa septentrional debe poner en relación con las nuevas técnicas aratorias. (…) el arado romano respeta el frágil equilibrio ecológico de los suelos mediterráneos; por tanto, se optó por conservarlo aunque perfeccionado su uso, variando sus modelos, según las condiciones locales y aprendiendo a regular la profundidad de la labranza”
Pierre Bonnassie: vocabulario básico de la historia medieval. Barcelona: editorial crítica 1999.